# (1918) Aiguillon
(1918) Aiguillon (1968 UA) – planetoida z pasa głównego asteroid okrążająca Słońce w ciągu 5,72 lat w średniej odległości 3,2 j.a. Odkryta 19 października 1968 roku.